# Wietnamizacja

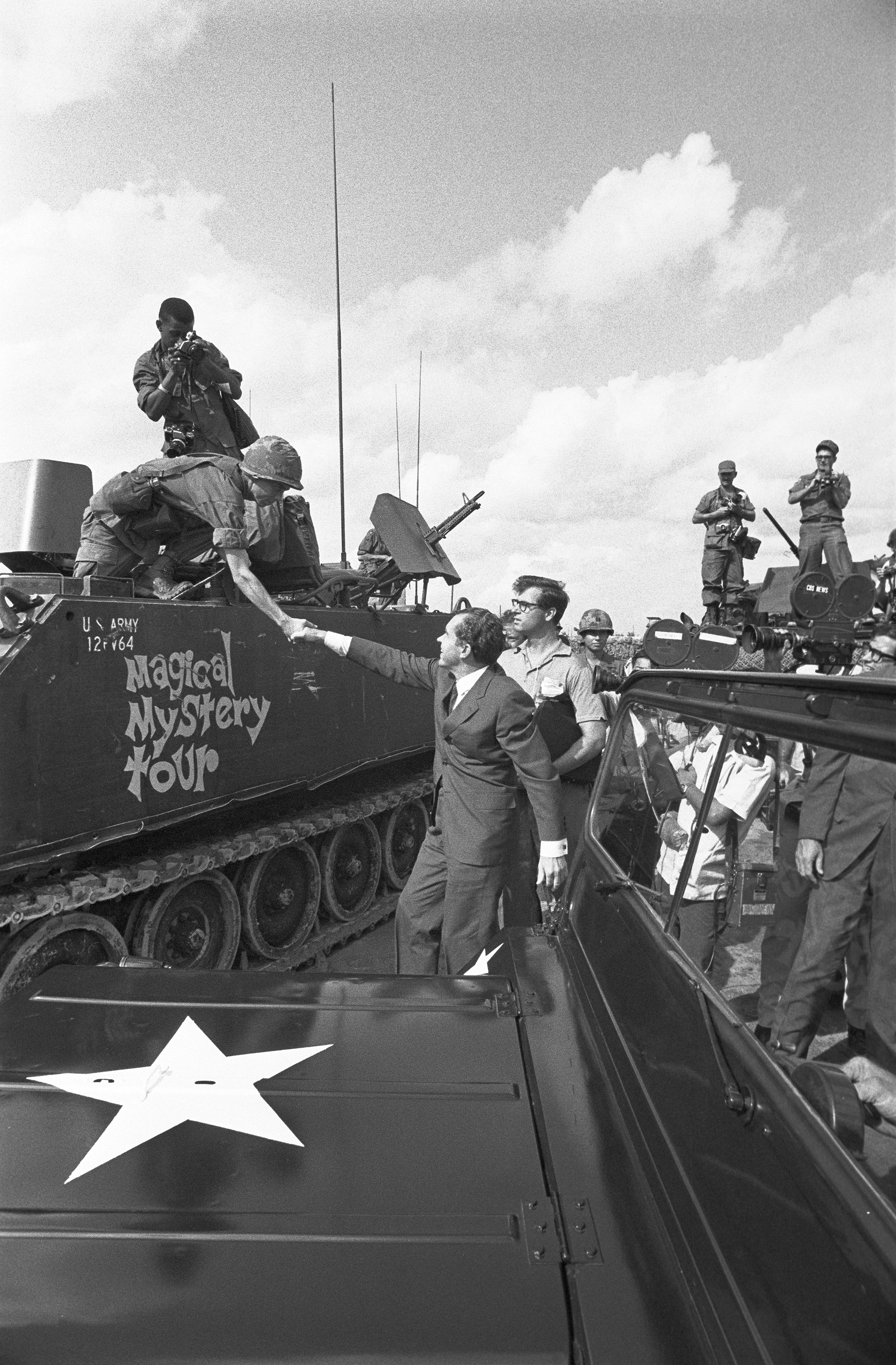
Prezydent Richard Nixon ściska dłoń żołnierzom amerykańskim w Wietnamie Południowym, 30 lipca 1969 roku

Wietnamizacja (ang. Vietnamization) – koncepcja polityczna wdrażania przez administrację prezydenta USA Richarda Nixona, mająca na celu położenie kresu zaangażowaniu Stanów Zjednoczonych w wojnę w Wietnamie poprzez program „rozbudowy, wyposażania i szkolenia sił południowowietnamskich oraz przypisywania im coraz większej roli bojowej, przy jednoczesnym stałym zmniejszaniu liczby żołnierzy oddziałów bojowych USA”. Polityka ta, wywołana ofensywą Tết, odnosiła się szczególnie do amerykańskich wojsk lądowych, ale nie odrzucała zaangażowania Sił Powietrznych USA, a także innego rodzaju wsparcia dla Wietnamu Południowego, zgodnie z koncepcją Military Assistance Advisory Group. Nieufność obywateli USA do swojego rządu, która narastała po ofensywie Tết, pogłębiła się wraz z publikacją wiadomości o masakrze wietnamskich cywilów w Mỹ Lai (1968), inwazją na Kambodżę (1970) i aferą Pentagon Papers (1971).
Na posiedzeniu Rady Bezpieczeństwa Narodowego 28 stycznia 1969 roku gen. Andrew Goodpaster, zastępca gen. Creightona Abramsa i szef Dowództwa Wsparcia Wojskowego w Wietnamie, stwierdził, że Armia Republiki Wietnamu (ARW) stale się doskonali, a moment, w którym można było „odamerykanizować” wojnę, jest bliski. Sekretarz obrony Melvin Laird zgodził się z kwestią merytoryczną, ale nie co do sposobu jej opisania: „Potrzebujemy takiego terminu jak «wietnamizacja», aby położyć nacisk na właściwe kwestie”. Nixonowi natychmiast spodobały się słowa Lairda.
Wietnamizacja wpisuje się w szerszą politykę détente („odprężenia”) administracji Nixona, w której Stany Zjednoczone nie postrzegały już swojej podstawowej strategii jako powstrzymywanie komunizmu, ale jako oparty na współpracy porządek światowy, w której Nixon i jego główny doradca Henry Kissinger skupiali się na szerszej konstelacji sił i większej roli innych mocarstw światowych. Nixon nakazał Kissingerowi negocjować politykę dyplomatyczną z sowieckim ambasadorem Anatolijem Dobryninem. Nixon nawiązał także kontakty na wysokim szczeblu z Chińską Republiką Ludową. Stosunki USA ze Związkiem Radzieckim i Chinami były w tym momencie ważniejsze niż Wietnam Południowy.
Polityka wietnamizacji, pomimo jej udanego wdrożenia, ostatecznie zakończyła się porażką, ponieważ siły ARW oraz zredukowany komponent amerykański i sojuszniczy nie były w stanie zapobiec upadkowi Sajgonu i zjednoczeniu Wietnamu pod rządami komunistów, którzy w 1975 roku utworzyli Socjalistyczną Republikę Wietnamu.